# Et-Taous
Et-Taous (franska: Et-Taous (CR), Et-Taous (Commune Rurale), arabiska: حصيا) är en kommun i Marocko.   Den ligger i provinsen Errachidia och regionen Drâa-Tafilalet, i den östra delen av landet, 400 km sydost om huvudstaden Rabat. Antalet invånare är 5 307.